# Hokkaidornis
A Hokkaidornis a madarak (Aves) osztályának szulaalakúak (Suliformes) rendjébe, ezen belül a fosszilis Plotopteridae családjába tartozó nem.
Ezt a fosszilis madárnemet a családján keresztül, korábban a gödényalakúak (Pelecaniformes) rendjébe sorolták be, de ma már a szulaalakúakhoz vannak áthelyezve.

## Tudnivalók
A fosszilis Hokkaidornis röpképtelen, pingvinszerű madár volt, amely az oligocén kor végén élt. Kizárólag a mai Japánhoz tartozó Hokkaidó nevű szigeten fordult elő.
Ebből a madárnemből eddig, csak egy faj, a Hokkaidornis abashiriensis Sakurai et al., 2008 került elő.

## Fordítás
- Ez a szócikk részben vagy egészben  a   Hokkaidornis című angol Wikipédia-szócikk ezen változatának fordításán alapul.  Az eredeti cikk szerkesztőit annak laptörténete sorolja fel. Ez a jelzés csupán a megfogalmazás eredetét és a szerzői jogokat jelzi, nem szolgál a cikkben szereplő információk forrásmegjelöléseként.